# Nils Frahm
Nils Frahm, född 20 september 1982 i Hamburg i dåvarande Västtyskland, är en tysk musiker, kompositör och skivproducent. Han är känd för att kombinera klassisk och elektronisk musik och för sin okonventionella användning av piano, där han parallellt använder både flygel, klassiskt piano, elpiano, analog synth, trummaskiner och Moog Taurus.

## Diskografi

### Soloinspelningar
- Streichelfisch (2005, AtelierMusik)
- My First EP (2006, AtelierMusik)
- Electric Piano (2008, AtelierMusik)
- Wintermusik (2009, Erased Tapes Records, EP)
- The Bells (2010, Kning Disk, LP)
- Unter/Über (2010, Erased Tapes Records, EP)
- Felt (2011, Erased Tapes Records)
- Juno (2011, Erased Tapes Records, EP)
- Screws (2012, Erased Tapes Records)
- Spaces (2013, Erased Tapes Records)
- solo (2015, Erased Tapes Records)
- solo remains (2016, Erased Tapes Records)
- All Melody (2018, Erased Tapes Records)
- Encores 1 (2018, Erased Tapes Records, EP)

### Inspelningar med andra musiker
- Library Tapes / Nils Frahm (2008, med Library Tapes, Sonic Pieces)
- Dauw (Split) (2009, mit Maschinenfabrik, Dekorder)
- Music For Lovers, Music Versus Time (2010, med F.S. Blumm, Sonic Pieces)
- 7Fingers (2011, med Anne Müller, HUSH)
- Wonders (2011, som Oliveray med Peter Broderick, Erased Tapes Records)
- Stare (2012, Ólafur Arnalds, Erased Tapes Records)
- Music For Wobbling Music Versus Gravity (2013, med F.S. Blumm, Sonic Pieces)
- Juno Reworked (2013, med Luke Abbott, Clark, Erased Tapes Records)
- Life Story Love And Glory (2015, med Ólafur Arnalds, Erased Tapes Records)
- Loon (2015, med Ólafur Arnalds, Erased Tapes Records)
- Collaborative Works (2 CDs, 2015, med Ólafur Arnalds, Erased Tapes Records)
- The Gamble - Nonkeen (2016, med Frederic Gmeiner och Sebastian Singwald, R&S records)
- Trance Frendz (2016, med Ólafur Arnalds, Erased Tapes Records)
- Oddments of the Gamble (2016, med Frederic Gmeiner och Sebastian Singwald, R&S records)

### Filmmusik
- Nashorn im Galopp (2013, Kortfilm av Stephan Müller och Erik Schmitt)
- Music For The Motion Picture Victoria (2015)
- Ellis (2015, med Woodkid, Erased Tapes Records)